# NKディナモ・ザグレブ
グラジャンスキ・ノゴメトニ・クルブ・ディナモ・ザグレブ（クロアチア語: Građanski nogometni klub Dinamo Zagreb）は、クロアチアのザグレブを本拠地とするサッカークラブである。

## 概要
ユーゴスラビア時代からクロアチアを代表する強豪クラブのひとつであり、ユーゴスラビアリーグでは4回の優勝をしていた。1992年にユーゴスラビアからクロアチアが分離し独立してからはクロアチアの名門チームとなった。
第二次世界大戦後、ユーゴスラビア共産党の指導によってそれまでザグレブに存在したHAŠKザグレブ（1903年創設）やHŠKグラジャンスキ・ザグレブ（1911年創設）といったクラブは解散させられ、1945年6月9日にディナモが創設された。創設当初の選手は主に元HAŠK、グラジャンスキの選手から構成されていた。
連邦国家時代にはレッドスター・ベオグラード、パルチザン・ベオグラードなどの連邦の中心であるセルビアに本拠を置く強豪の対抗馬として、同じくクロアチアに本拠を置いたHNKハイドゥク・スプリトなどとともにクロアチア国民に支持された強豪であった。
クロアチアの独立後は初代大統領フラニョ・トゥジマンによって税制の優遇を受け、ライバルであるハイドゥクを大きく経済面で上回る国内での一強状態を築き上げた。クラブ名は1991年にHAŠKグラジャンスキ、1992年にクロアチア・ザグレブ（発音はクロアツィアに近い）へと改名された。一連の改名はトゥジマンの意向が働いたものであったとされるが、サポーター達はこれらの新しいクラブ名を拒絶した。そしてトゥジマンの死後、クラブは2001年に再度ディナモ・ザグレブに改名された。
トゥジマンの影響力が消えるとともに税制の優遇は排除され、以前の様な経済力は無くなったが、近年はクロアチア国内から獲得した若手有望選手を育てて売ることで多額の収益を挙げている。2000年代後半だけでもFWエドゥアルド・ダ・シルヴァ（移籍金750万ポンド、アーセナルへ）、DFヴェドラン・チョルルカ（移籍金800万ポンド、マンチェスター・シティへ）、FWイヴィツァ・オリッチ（移籍金500万ユーロ、PFC CSKAモスクワへ）、MFルカ・モドリッチ（移籍金1650万ポンド、トッテナムへ
）、DFデヤン・ロヴレン（移籍金1000万ユーロ、リヨンへ）、MFマリオ・マンジュキッチ（移籍金800万ユーロ、ヴォルフスブルクへ）などの放出で収益をあげている。
日本人の獲得に熱心であり、過去には佐藤寿人や家長昭博に接触している他、三浦知良を獲得したこともある。
サポーターはディナモヴァツ（クロアチア語: Dinamovac）と、ウルトラスはバッド・ブルー・ボーイズ（クロアチア語: Bad Blue Boys）と呼ばれる。BBBと略されるこのウルトラスはクロアチア紛争のきっかけとも言われる1990年のマクシミール暴動を始めとして度々騒ぎを起こし、悪名を広めている。2010年にはリーグ優勝したにも関わらずクラブに不満を持ったサポーターが暴動を起こすという異例の事態も起こった。クロアチアではHNKハイドゥク・スプリトとライバル関係にあり、両チームの対戦はヴィエチュニ・デルビと呼ばれる。ホームスタジアムのスタディオン・マクシミールは戦前のユーゴスラビアリーグにおいて、前述のHAŠKやグラジャンスキなどの強豪がダービーマッチを行い旧来より「クロアチアサッカーの聖地」とされ、独立後はトゥジマンの意向により大規模な拡張工事が行われた。

### クラブ名の変遷
- 1945年-1991年 ディナモ・ザグレブ (Dinamo Zagreb)
- 1991年-1992年 HAŠKグラジャンスキ (HAŠK Građanski)
- 1993年-2000年 クロアチア・ザグレブ (Croatia Zagreb)
- 2001年-現在 GNKディナモ・ザグレブ (GNK Dinamo Zagreb)

## タイトル

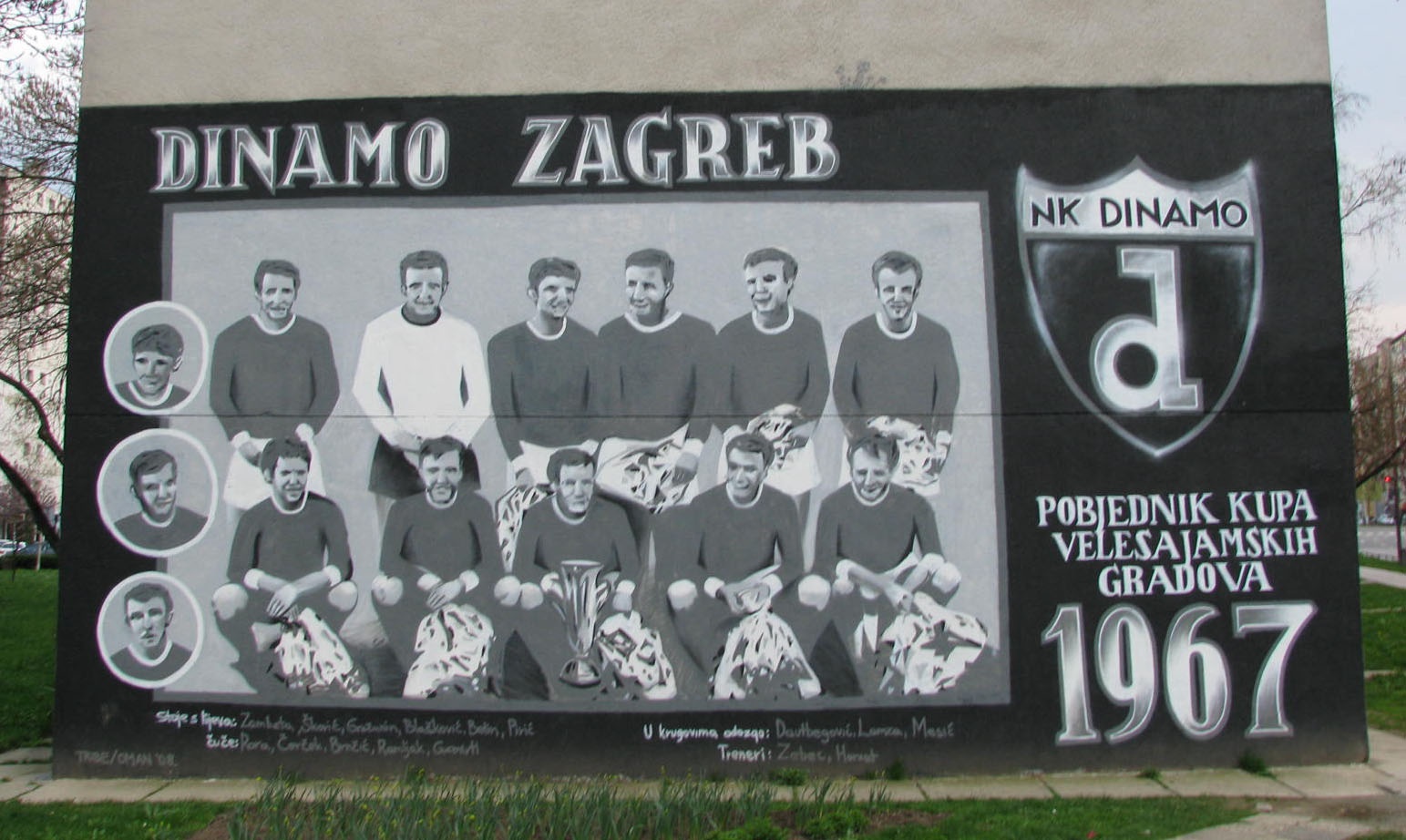
1967年のフェアーズ・カップ優勝を描いた壁画（2009年）

### 国内タイトル
- クロアチアリーグ：24回
  - 1992-93, 1995-96, 1996-97, 1997-98, 1998-99, 1999-00, 2002-03, 2005-06, 2006-07, 2007-08
2008-09, 2009-10, 2010-11, 2011-12, 2012-13, 2013-14, 2014-15, 2015-16, 2017-18, 2018-19
2019-20, 2020-21, 2021-22, 2022-23
- クロアチアカップ：16回
  - 1993-94, 1995-96, 1996-97, 1997-98, 2000-01, 2001-02, 2003-04, 2006-07, 2007-08, 2008-09
2010-11, 2011-12, 2014-15, 2015-16, 2017-18, 2020-21
- クロアチアスーパーカップ：7回
  - 2002, 2003, 2006, 2010, 2013, 2019, 2022
- ユーゴスラビアリーグ：4回
  - 1947-48, 1951-52, 1957-58, 1981-82
- ユーゴスラビアカップ：7回
  - 1950-51, 1959-60, 1962-63, 1964-65, 1968-69, 1979-80, 1982-83

### 国際タイトル
- インターシティーズ・フェアーズカップ：1回
  - 1967
- バルカン・カップ:1回
  - 1977

## 過去の成績
| シーズン | ディビジョン | ディビジョン | ディビジョン | ディビジョン | ディビジョン | ディビジョン | ディビジョン | ディビジョン | ディビジョン | カップ       | 欧州カップ           | 欧州カップ           |
| シーズン | リーグ       | 試           | 勝           | 分           | 敗           | 得           | 失           | 点           | 順位         | カップ       | 欧州カップ           | 欧州カップ           |
| -------- | ------------ | ------------ | ------------ | ------------ | ------------ | ------------ | ------------ | ------------ | ------------ | ------------ | -------------------- | -------------------- |
| 2000-01  | 1.HNL        | 32           | 19           | 8            | 5            | 70           | 36           | 65           | 2位          | 優勝         | UEFAカップ           | 2回戦敗退            |
| 2001-02  | 1.HNL        | 30           | 18           | 5            | 7            | 58           | 30           | 59           | 3位          | 優勝         | UEFAカップ           | 1回戦敗退            |
| 2002-03  | 1.HNL        | 32           | 25           | 3            | 4            | 76           | 27           | 78           | 1位          | 2回戦敗退    | UEFAカップ           | 2回戦敗退            |
| 2003-04  | 1.HNL        | 32           | 23           | 7            | 2            | 77           | 25           | 76           | 2位          | 優勝         | チャンピオンズリーグ | 予選3回戦敗退        |
| 2003-04  | 1.HNL        | 32           | 23           | 7            | 2            | 77           | 25           | 76           | 2位          | 優勝         | UEFAカップ           | 2回戦敗退            |
| 2004-05  | 1.HNL        | 32           | 12           | 11           | 9            | 55           | 37           | 47           | 7位          | 準々決勝敗退 | UEFAカップ           | グループステージ敗退 |
| 2005-06  | 1.HNL        | 32           | 24           | 4            | 4            | 78           | 21           | 76           | 1位          | 2回戦敗退    |                      |                      |
| 2006-07  | 1.HNL        | 33           | 30           | 2            | 1            | 84           | 22           | 92           | 1位          | 優勝         | チャンピオンズリーグ | 予選3回戦敗退        |
| 2006-07  | 1.HNL        | 33           | 30           | 2            | 1            | 84           | 22           | 92           | 1位          | 優勝         | UEFAカップ           | 1回戦敗退            |
| 2007-08  | 1.HNL        | 33           | 26           | 4            | 3            | 91           | 34           | 82           | 1位          | 優勝         | チャンピオンズリーグ | 予選3回戦敗退        |
| 2007-08  | 1.HNL        | 33           | 26           | 4            | 3            | 91           | 34           | 82           | 1位          | 優勝         | UEFAカップ           | グループステージ敗退 |
| 2008-09  | 1.HNL        | 33           | 23           | 5            | 5            | 71           | 26           | 74           | 1位          | 優勝         | チャンピオンズリーグ | 予選3回戦敗退        |
| 2008-09  | 1.HNL        | 33           | 23           | 5            | 5            | 71           | 26           | 74           | 1位          | 優勝         | UEFAカップ           | グループステージ敗退 |
| 2009-10  | 1.HNL        | 30           | 18           | 8            | 4            | 70           | 20           | 62           | 1位          | 準決勝敗退   | チャンピオンズリーグ | 予選3回戦敗退        |
| 2009-10  | 1.HNL        | 30           | 18           | 8            | 4            | 70           | 20           | 62           | 1位          | 準決勝敗退   | ヨーロッパリーグ     | グループステージ敗退 |
| 2010-11  | 1.HNL        | 30           | 22           | 6            | 2            | 52           | 12           | 72           | 1位          | 優勝         | チャンピオンズリーグ | 予選3回戦敗退        |
| 2010-11  | 1.HNL        | 30           | 22           | 6            | 2            | 52           | 12           | 72           | 1位          | 優勝         | ヨーロッパリーグ     | グループステージ敗退 |
| 2011-12  | 1.HNL        | 30           | 23           | 6            | 1            | 73           | 11           | 75           | 1位          | 優勝         | チャンピオンズリーグ | グループステージ敗退 |
| 2012-13  | 1.HNL        | 33           | 24           | 5            | 4            | 68           | 20           | 77           | 1位          | 2回戦敗退    | チャンピオンズリーグ | グループステージ敗退 |
| 2013-14  | 1.HNL        | 36           | 26           | 6            | 4            | 83           | 26           | 84           | 1位          | 準優勝       | チャンピオンズリーグ | プレーオフ敗退       |
| 2013-14  | 1.HNL        | 36           | 26           | 6            | 4            | 83           | 26           | 84           | 1位          | 準優勝       | ヨーロッパリーグ     | グループステージ敗退 |
| 2014-15  | 1.HNL        | 36           | 26           | 10           | 0            | 85           | 21           | 88           | 1位          | 優勝         | チャンピオンズリーグ | 予選3回戦敗退        |
| 2014-15  | 1.HNL        | 36           | 26           | 10           | 0            | 85           | 21           | 88           | 1位          | 優勝         | ヨーロッパリーグ     | グループステージ敗退 |
| 2015-16  | 1.HNL        | 36           | 26           | 7            | 3            | 67           | 19           | 85           | 1位          | 優勝         | チャンピオンズリーグ | グループステージ敗退 |
| 2016-17  | 1.HNL        | 36           | 27           | 5            | 4            | 68           | 24           | 86           | 2位          | 準優勝       | チャンピオンズリーグ | グループステージ敗退 |
| 2017-18  | 1.HNL        | 36           | 22           | 7            | 7            | 68           | 34           | 73           | 1位          | 優勝         | ヨーロッパリーグ     | プレーオフ敗退       |
| 2018-19  | 1.HNL        | 36           | 29           | 5            | 2            | 74           | 20           | 92           | 1位          | 準優勝       | チャンピオンズリーグ | プレーオフ敗退       |
| 2018-19  | 1.HNL        | 36           | 29           | 5            | 2            | 74           | 20           | 92           | 1位          | 準優勝       | ヨーロッパリーグ     | ベスト16             |
| 2019-20  | 1.HNL        | 36           | 25           | 5            | 6            | 62           | 20           | 80           | 1位          | 準々決勝敗退 | チャンピオンズリーグ | グループステージ敗退 |
| 2020-21  | 1.HNL        | 36           | 26           | 7            | 3            | 84           | 28           | 85           | 1位          | 優勝         | チャンピオンズリーグ | 予選3回戦敗退        |
| 2020-21  | 1.HNL        | 36           | 26           | 7            | 3            | 84           | 28           | 85           | 1位          | 優勝         | ヨーロッパリーグ     | 準々決勝敗退         |
| 2021-22  | 1.HNL        | 36           | 24           | 7            | 5            | 68           | 22           | 79           | 1位          | 準々決勝敗退 | チャンピオンズリーグ | プレーオフ敗退       |
| 2021-22  | 1.HNL        | 36           | 24           | 7            | 5            | 68           | 22           | 79           | 1位          | 準々決勝敗退 | ヨーロッパリーグ     | 決勝プレーオフ敗退   |
| 2022-23  | 1.HNL        | 36           | 24           | 9            | 3            | 81           | 28           | 81           | 1位          | 準決勝敗退   | チャンピオンズリーグ | グループステージ敗退 |

## 現所属メンバー
2024年2月12日現在
注：選手の国籍表記はFIFAの定めた代表資格ルールに基づく。
| No. | Pos. |                  | 選手名                         |
| --- | ---- | ---------------- | ------------------------------ |
| 1   | GK   | クロアチア       | ダニイェル・ザゴラツ           |
| 2   | DF   | イラン           | サデグ・モハラミ               |
| 3   | DF   | 日本             | 荻原拓也                       |
| 4   | DF   | クロアチア       | ボシュコ・シュタロ             |
| 5   | MF   | 北マケドニア     | アリヤン・アデミ               |
| 6   | DF   | フランス         | マキシム・ベルノー             |
| 7   | MF   | クロアチア       | ルカ・ストイコヴィッチ         |
| 8   | MF   | クロアチア       | ルーカス・カチャヴェンダ       |
| 9   | FW   | クロアチア       | ブルーノ・ペトコヴィッチ       |
| 10  | MF   | クロアチア       | マルティン・バトゥリナ         |
| 11  | FW   | アゼルバイジャン | マヒル・エムレリ               |
| 13  | DF   | 北マケドニア     | ステファン・リストフスキ       |
| 15  | DF   | クロアチア       | モレノ・ジヴコヴィッチ         |
| 17  | FW   | クロアチア       | サンドロ・クレノヴィッチ       |
| 18  | DF   | フランス         | ロナエル・ピエール＝ガブリエル |

| No. | Pos. |                          | 選手名                         |
| --- | ---- | ------------------------ | ------------------------------ |
| 19  | FW   | クロアチア               | フラン・ブロディッチ           |
| 20  | MF   | コソボ                   | アルベル・ホシャ               |
| 23  | MF   | クロアチア               | ティボル・ハリロヴィッチ       |
| 27  | MF   | クロアチア               | ヨシプ・ミシッチ               |
| 28  | DF   | フランス                 | ケヴィン・テオフィル＝カテリン |
| 30  | MF   | 日本                     | 金子拓郎                       |
| 31  | MF   | クロアチア               | マルコ・ブラト                 |
| 32  | GK   | ボスニア・ヘルツェゴビナ | ファリス・クルカリッチ         |
| 33  | GK   | クロアチア               | イヴァン・ネヴィスティッチ     |
| 39  | DF   | クロアチア               | マウロ・ペルコヴィッチ         |
| 55  | DF   | クロアチア               | ディノ・ペリッチ               |
| 72  | MF   | クロアチア               | ガブリエル・ヴィドヴィッチ     |
| 77  | FW   | クロアチア               | ダリオ・シュピキッチ           |

監督
 セルゲイ・ヤキロヴィッチ

## 歴代監督
- ブコヴィ・マールトン (1945-1947)
- ミルコ・ココトヴィッチ (1947)
- カール・ミューチュ (1947-1948)
- フラニョ・グラセル (1948-1949)
- ブルノ・クネジェヴィッチ (1949)
- ベルナルド・ヒグル (1949-1952)
- ミラン・アントルコヴィッチ (1952-1953)
- イヴァン・ヤズビンシェク (1953-1955)
- ボグダン・ツヴァイ (1955-1956)
- ミラン・アントルコヴィッチ (1956-1957)
- グスタヴ・レフネル (1957-1959)
- ミラン・アントルコヴィッチ (1959-1960)
- ブコヴィ・マールトン (1960-1961)
- ミラン・アントルコヴィッチ (1961-1964)
- ヴラトコ・コニェヴォド (1964-1965)
- ミラン・アントルコヴィッチ (1965)
- イヴァン・ヤズビンシェク (1965-1966)
- ブランコ・ゼベツ (1966-1967)
- イヴィツァ・ホルヴァト (1967-1970)
- ズラトコ・チャイコヴスキ (1970-1971)
- ドラジャン・イェルコヴィッチ (1971-1972)
- スティエパン・ボベク (1972)
- ドマゴイ・カペタノヴィッチ (1973)
- イヴァン・マルコヴィッチ (1973-1974)
- ミルコ・バジッチ (1974-1977)
- ルドルフ・ベリン (1977-1978)
- ヴラトコ・マルコヴィッチ (1978-1980)
- イヴァン・マルコヴィッチ (1980)
- ミロスラヴ・ブラジェヴィッチ (1980-1983)
- ルドルフ・ベリン (1983)
- ヴラトコ・マルコヴィッチ (1983)
- ブランコ・ゼベツ (1984)
- トミスラヴ・イヴィッチ (1984-1985)
- ズデンコ・コベシュチャク (1985)
- ミロスラヴ・ブラジェヴィッチ (1986-1988)
- ヨシプ・スコブラル (1988-1989)
- ルドルフ・ベリン (1989)
- ヨシプ・クジェ (1989-1990)
- ヴラトコ・マルコヴィッチ (1990-1991)
- ズデンコ・コベシュチャク (1991-1992)
- ヴラトコ・マルコヴィッチ (1992)
- ミロスラヴ・ブラジェヴィッチ (1992-1994)
- イヴァン・ベディ (1994)
- ズラトコ・クラニチャル (1994-1996)
- オット・バリッチ (1996-1997)
- マリヤン・ヴラク (1997-1998)
- ズラトコ・クラニチャル (1998)
- イヴァン・ベディ /  フルヴォイェ・ブラオヴィッチ (1998)
- ヴェリミル・ザイェツ (1998-1999)
- イリヤ・ロンチャレヴィッチ (1999)
- オズワルド・アルディレス (1999)
- マリヤン・ヴラク (1999-2000)
- フルヴォイェ・ブラオヴィッチ (2000-2001)
- イリヤ・ロンチャレヴィッチ (2001-2002)
- マリヤン・ヴラク (2002)
- ミロスラヴ・ブラジェヴィッチ (2002-2003)
- ニコラ・ユルチェヴィッチ (2003-2004)
- ジュロ・バゴ (2004)
- ネナド・グラチャン (2004)
- イリヤ・ロンチャレヴィッチ (2005)
- ズヴィエズダン・ツヴェトコヴィッチ (2005)
- ヨシプ・クジェ (2005-2006)
- ブランコ・イヴァンコヴィッチ (2006-2008)
- ズヴォニミル・ソルド (2008)
- ブランコ・イヴァンコヴィッチ (2008)
- マリヤン・ヴラク (2008-2009)
- クルノスラヴ・ユルチッチ (2009-2010)
- ヴェリミル・ザイェツ (2010)
- スレテン・チュク (暫定) (2010)
- ヴァイッド・ハリルホジッチ (2010-2011)
- マリヨ・トト (2011)
- クルノスラヴ・ユルチッチ (2011)
- アンテ・チャチッチ (2011-2012)
- クルノスラヴ・ユルチッチ (2012-2013)
- ダミル・クルズナル (暫定) (2013)
- ブランコ・イヴァンコヴィッチ (2013)
- ゾラン・マミッチ (2013-2016)
- ズラトコ・クラニチャル (2016)
- ジェリコ・ソピッチ (暫定) (2016)
- イヴァイロ・ペテフ (2016-2017)
- マリオ・ツヴィタノヴィッチ (2017-2018)
- ニコラ・ユルチェヴィッチ (2018)
- ネナド・ビェリツァ (2018-2020)
- イゴル・ヨヴィチェヴィッチ (2020)
- ゾラン・マミッチ (2020-2021)
- ダミル・クルズナル (2021)
- ジェリコ・コピッチ (2021-2022)
- アンテ・チャチッチ (2022-2023)
- イゴール・ビシュチャン (2023)
- セルゲイ・ヤキロヴィッチ (2023-)

## 歴代所属選手

### GK
- ドラジェン・ラディッチ 1984-2000
- アンテ・コヴィッチ 2001-2002

### DF
- アンドレイ・パナディッチ 1988-1990
- ゼリコ・ペトロヴィッチ 1990-1991
- ダリオ・シミッチ 1992-1999
- マリンコ・ガリッチ 1997
- エディ・ボスナー 2000-2001, 2004-2005
- ボシュティアン・ツェサル 2000-2005
- ディノ・ドルピッチ 2000-2008
- ヴェドラン・チョルルカ 2003-2007
- ゴルドン・シルデンフェルト 2007-2008, 2015-
- ロベルト・コヴァチ 2009-2010
- レアンドロ・クフレ 2009-
- ティン・イェドヴァイ 2013
- ヨシュコ・グヴァルディオール 2019 -2021
- 荻原拓也 2024-2025

### MF
- ミハイロ・ペトロヴィッチ 1984-1985
- スレチコ・カタネッツ 1984-1986
- ズボニミール・ボバン 1985-1991
- ロベルト・プロシネチキ 1986-1987
- ムラデン・ムラデノビッチ 1990-1991
- ヴィエッコスラブ・スクリーニャ 1993-1994
- エディン・ムイチン 1995-2001, 2002-2005
- ブランコ・フチカ 1996-1997
- ミハエル・ミキッチ 1997-2004, 2007-2009
- イェルコ・レコ 2000-2002
- ニコ・クラニチャール 2001-2004
- ルカ・モドリッチ 2002-2003, 2004-2008
- アルビン・ペラック 2003-2004
- シルビオ・スパン 2004
- ジョルジ・サミール・クルス・カンポス 2007-2014.1
- ダニ・オルモ 2015-2020
- 金子拓郎 2023-2024

### FW
- ダヴォール・シューケル 1989-1991
- ゴラン・ヴラオヴィッチ 1991-1994
- イゴール・ツビタノヴィッチ 1993-1998, 1999-2002
- マーク・ヴィドゥカ 1995-1999
- 三浦知良 1999
- ゴッツェ・セドロスキー 1999-2004, 2005
- エドゥアルド・ダ・シルヴァ 2001-2002, 2003-2007
- イヴィツァ・オリッチ 2002-2003
- ダニエル・プラニッチ 2004-2005
- マリオ・マンジュキッチ 2007-2010
- マテイ・イェリッチ 2008-2009